# Neumichtis familiaris
Neumichtis familiaris är en fjärilsart som beskrevs av Walker 1857. Neumichtis familiaris ingår i släktet Neumichtis och familjen nattflyn. Inga underarter finns listade i Catalogue of Life.